# Chico Repullo
José Luis Gutiérrez Repullo (Málaga, 1956), conocido como Chico Repullo y familiar de Pablo Ruiz Picasso, es un escultor español figurativo y de estilo minimalista. El dinamismo y la reivindicación de la belleza de lo simple son dos de las características más destacadas de su obra. Su primera serie, Sinergia Tubular se presentó en la Sala Cartel Fine Arts de Málaga en marzo de 2009.

## Biografía
Durante sus primeros años de formación, Chico Repullo estudió en los colegios malagueños de San Agustín y San Estanislao de Kostka, donde empezó a destacar en las artes plásticas. Licenciado en Ciencias Económicas y Empresariales por la Universidad de Málaga, se dedicó al mundo empresarial durante las primeras décadas de su vida profesional. Entre sus innumerables proyectos destaca Baluma, un club deportivo La Cala del Moral y referencia para muchos jóvenes de los 80 y 90 del que fue propietario. 
Compaginó esta vida de empresario con el desarrollo de su afición por el deporte. En este tiempo, Chico Repullo fue campeón de Andalucía de motocross y subcampeón andaluz en squash, además de ser uno de los precursores del windsurf en la provincia de Málaga. 
La venta de Baluma al empresario Jose Mº Ruiz Mateos abre una nueva etapa en su vida, marcada ahora por su dedicación a la escultura. Esta afición probablemente se combina con cierta base genética. La hermana del escultor se dedica a la pintura, al igual que su madre, María Luisa Repullo Picasso, sobrina del artista Pablo Ruiz Picasso.

## Obra
Chillida, Mariscal o Henry Moore son algunos en los artistas que Chico Repullo reconoce entre sus influencias más directas, pero su obra está enraizada en lo más cotidiano y tiende hacia el minimalismo. Repullo trabaja en un antiguo cine de verano, el mismo taller donde restaura vehículos, a menudo al aire libre, y siempre escuchando música.
Las temáticas de Chico Repullo se relaciona directamente con su universo más directo: la luz, el mar, la playa, el amor, y hasta la tecnología, la economía o la automovilística. Su formación autodidacta también respalda su relación más que profesional con el mundo del motor. Restaura coches antiguos que compra casi inutilizables paso por paso, lo que le da mucha habilidad con las herramientas y el manejo de los metales.

### Sinergia Tubular

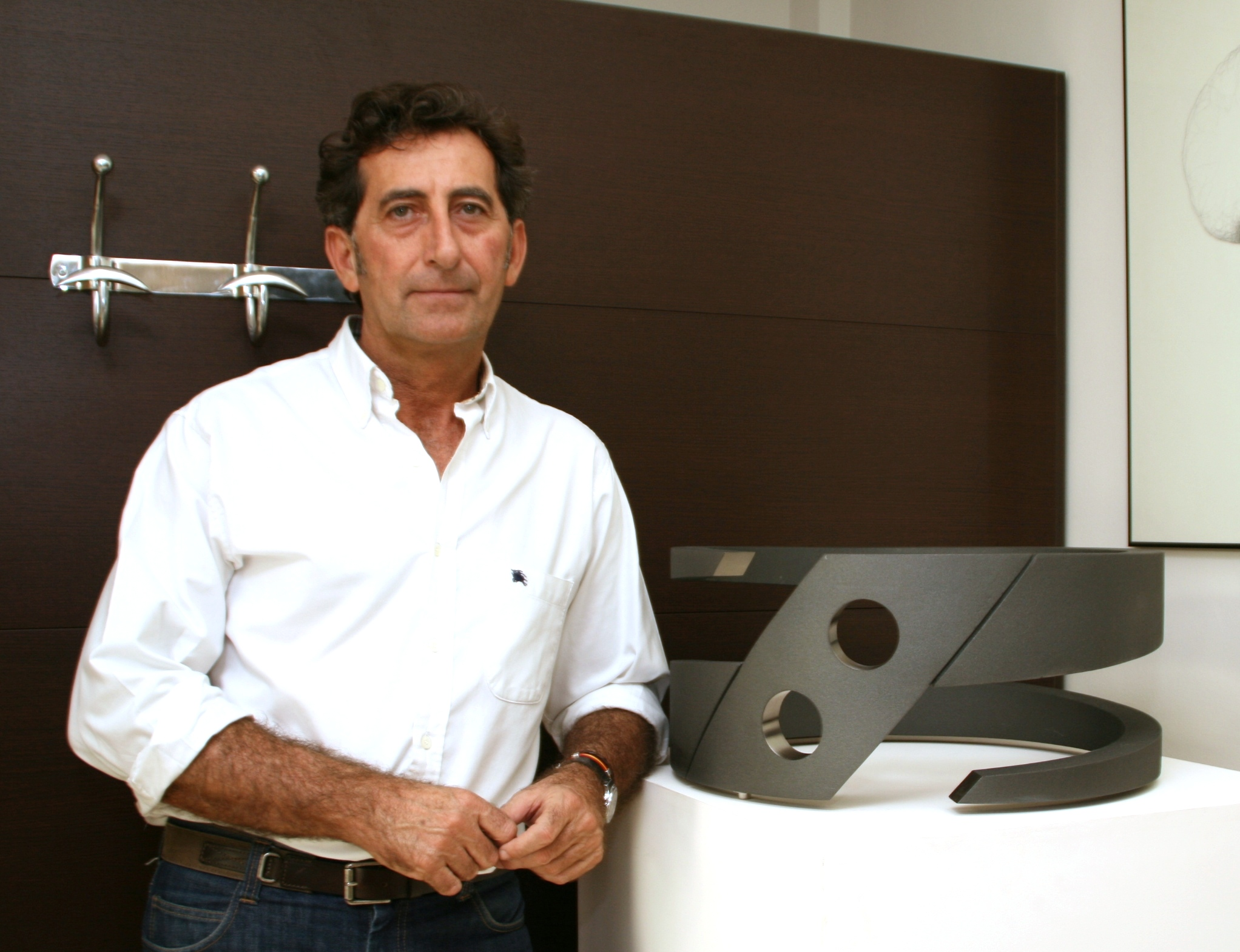
El escultor español Chico Repullo junto a la obra Technomusa, una de las piezas que componen su colección Sinergia Tubular (2009).

La primera serie de Chico Repullo se titula Sinergia Tubular y se presentó en marzo de 2009 en la sala Cartel Fine Arts de Málaga. Esta colección se compone de 22 piezas realizadas a partir de la ingeniosa combinación de materiales reciclados. El nombre de la serie toma su origen en la naturaleza de los materiales con los que trabaja. Las figuras son esculpidas y ensambladas a partir de elementos tubulares creando formas circulares. Mediante la curva del metal aparecen volúmenes invisibles y crea una sensación aérea. 

### Performance La Noche en Blanco (Málaga, 2009)
En la Noche en Blanco malagueña (9 de mayo de 2009) el escultor Chico Repullo y el pintor Andrés Mérida Guzmán realizaron por primera vez una performance en directo en la que sincronizan la pintura y escultura y durante dos horas tallan y pintan una figura taurina. 
Sobre un bloque de poliuretano Chico Repullo elimina lo sobrante y libera la escultura que parecía encerrada en su interior; mientras que, por la otra cara, Andrés Mérida Guzmán le imprime vida con su característico estilo pictórico. A la actuación se unió una tercera disciplina artística, la música; con la interpretación en directo de un pianista. 
La performance en directo, realizada anteriormente en la Noche en Blanco malagueña, fue reproducida por los artistas en una cena de gala del Instituto Cultural Cabañas. Esta es una de las entidades culturales más prestigiosas de toda Latinoamérica y sede de la exposición, en la que Chico Repullo colaboró con seis obras de su colección Sinergia Tubular.

## Exposiciones y obras
Serie Sinergia Tubular (2009)
Presentación de la colección Sinergia Tubular Galería Cartel, Málaga
Galería Cartel de Granada
Palacio Crópani, Málaga, con motivo de la presentación de Taninotanino
Centro de Convenciones Momo, Málaga
Club Náutico El Candado, Málaga
Casino de Málaga
Colegio de Abogados de Málaga
Instituto Cultural Cabañas. (Guadalajara, México)
Performance en directo de fusión de pintura y escultura junto con Andrés Mérida
La Noche en Blanco. Calle La Bolsa, Málaga
Instituto Cultural Cabañas. Guadalajara, Jalisco.
Escenografía en el Teatro Cervantes de Málaga: Fusión guitarra flamenca (Daniel Casares), pintura (Andrés Mérida Guzmán) y escultura (Chico Repullo)

### Apariciones en prensa
- Coches, rock y windsurf
- Chico Repullo, minimalismo y movimiento Archivado el 4 de marzo de 2016 en Wayback Machine.
- Chico Repullo y Andrés Mérida llevan a México el "arte malagueño"
- Performance en México

- Datos: Q5766103